# Aidia quintasii
Aidia quintasii là một loài thực vật có hoa trong họ Thiến thảo. Loài này được (K.Schum.) G.Taylor mô tả khoa học đầu tiên năm 1944.